# سرزمین گانگستر
سرزمین گانگستر (به انگلیسی: Gangster Land) یک فیلم سینمایی آمریکایی در ژانر جنایی، دلهره‌آور و درام محصول سال ۲۰۱۷ به کارگردانی تیموتی وودوارد جونیور با بازی شان فاریس، میلو گیبسون و جیسون پاتریک است.

## داستان
فیلم داستان یک جوان مشت‌زن ایتالیایی‌تبار به نام جک است. در دوران ممنوعیت فروش مشروبات الکلی در آمریکا، پدر او که قاچاقی به تولید مشروبات دست می‌زند به دست یک گروه تبه‌کار کشته می‌شود. جوان برای گرفتن انتقام به گروهی که آل کاپون در آن عضو است ملحق می‌شود. به زودی آل کاپون رئیس گروه می‌شود و جک دست راست او می‌گردد.